# Ian McColl (homme politique)
Cet article concerne l'homme politique. Pour le footballeur, voir Ian McColl (footballeur).
Pour les articles homonymes, voir McColl.
Ian McColl, baron McColl de Dulwich, (né le 6 janvier 1933) est un chirurgien britannique, professeur, homme politique et membre conservateur de la Chambre des lords. 

## Biographie
McColl fait ses études à la Hutchesons' Grammar School, à Glasgow, et à la St. Paul's School, à Londres. Il étudie la médecine à l'Université de Londres et est professeur de chirurgie au Guy's Hospital jusqu'en 1998. Il est membre du King's College de Londres, où il continue d'enseigner sur le Guy's Campus.
McColl est nommé pair à vie pour son travail en faveur des personnes handicapées dans les honneurs d'anniversaire en 1989, avec le titre de baron McColl of Dulwich, de Bermondsey dans le Borough londonien de Southwark. Il est Secrétaire parlementaire privé du Premier ministre John Major (travaillant en même temps pour John Ward) de 1994 à 1997, service pour lequel il est nommé Commandeur de l'Ordre de l'Empire britannique (CBE) en 1997.
De 1997 à 2000, il est ministre fantôme de la Santé. Il est également administrateur et chirurgien de l'organisation caritative internationale Mercy Ships.
En juin 2015, il présente un projet de loi d'initiative parlementaire visant à interdire la publicité pour la prostitution, le projet de loi 2015-2016 sur la publicité de la prostitution (interdiction).
Le 26 juin 2017, il présente le projet de loi sur l'esclavage moderne (soutien aux victimes), un projet de loi d'initiative parlementaire visant à « prévoir l'identification et l'aide aux victimes de l'esclavage moderne », .